# Erateina cynthia
Erateina cynthia är en fjärilsart som beskrevs av Doubleday 1848. Erateina cynthia ingår i släktet Erateina och familjen mätare. Inga underarter finns listade i Catalogue of Life.